# Epigomphus houghtoni
Epigomphus houghtoni es una especie de libélula de la familia Gomphidae.

## Distribución geográfica y hábitat
Es endémica de Costa Rica.
Sus hábitats naturales son: bosques subtropicales o tropicales húmedos de baja altitud y ríos.
Está amenazada por la pérdida de hábitat.